# 卡爾頓澳式足球會
卡爾頓澳式足球會（英語：Carlton Football Club），綽號蓝衣，是澳大利亞澳式足球聯盟裏歷史第三長和最老澳式足球球會之一。他們在1877年成為了所有澳式足球比賽的第一屆冠軍，並且是在任何維多利亞澳式足球聯盟（VFL）／澳大利亞澳式足球聯盟（AFL）中拿得最多總冠軍的隊伍。該球會本來代表墨爾本市內的卡爾頓地區，而綽號則來自他們深藍色的球衣。球會標誌，是球會簡稱的三個英文字母即C.F.C.重疊在一起。

## 外部連結
- 卡爾頓澳式足球會官方網站（页面存档备份，存于）
- Blueseum - 卡爾頓澳式足球會的歷史（页面存档备份，存于）
- BigFooty網站的卡爾頓澳式足球會討論板（页面存档备份，存于）